# Sân bay Deauville – Normandie
Sân bay Deauville – Normandie (tiếng Pháp: Aéroport de Deauville – Normandie) (IATA: DOL, ICAO: LFRG) là một sân bay 7 km về phía đông Deauville, một thị trấn thuộc Calvados tỉnh trong vùng Normandie của Pháp.

## Hãng hàng không và tuyến bay
| Hãng hàng không                | Các điểm đến                        |
| ------------------------------ | ----------------------------------- |
| Aigle Azur                     | Funchal, Las Palmas de Gran Canaria |
| Air France operated by CityJet | London-City [theo mùa]              |
| Royal Air Maroc                | Agadir, Lille, Marrakech            |
| Tunisair                       | Monastir                            |